# 香港红山茶
香港茶 （學名：Camellia hongkongensis），又名香港红山茶，是杜鵑花目山茶科山茶屬小型喬木植物，屬於香港瀕危植物。現在受到香港《林務規例》所保護。
1849年，香港茶被依歷上校（Colonel Eyre）初次發現於扯旗山，後來在香港的薄扶林、聶高信山、柏架山等地及廣東省其他地點亦有所發現，但廣東省內的數量相當少。漁農自然護理署已經採摘種子來培育幼苗。
香港茶一般高10米，枝嫩色紅無毛。葉革質，長圓形，端尖底楔，面亮無毛，邊有疏鈍齒；葉柄不長。花鮮粉紅色而無柄，沒香味；苞片及萼片被有脫落性絹毛；花瓣5，基部連生；黃色雄蕊無毛；子房有毛，有3到4枝花柱，離生。蒴果球形，有3到4個室。花期從每年12月到3月。

## 外部連結
- 香港茶
- 香港红山茶 （页面存档备份，存于）